# Даффи, Колин (скалолаз)
Колин Даффи (англ. Colin Duffy; род. 10 декабря 2003, Брумфилд, Колорадо) — американский спортсмен, выступающий в спортивном скалолазании. В 16 лет он стал самым молодым скалолазом, прошедшим квалификацию для участия в летних Олимпийских играх 2020 года в Токио и вторым американским альпинистом, получившим путёвку.

## Биография
Колин Даффи родился 10 декабря 2003 года.
Даффи начал заниматься скалолазанием в возрасте 3 лет, а затем присоединился к команде ABC в Боулдере в возрасте 8 лет, где тренировался под руководством Робин Эрбесфилд-Рабуту и тренировался в одном клубе со скалолазкой Брук Рабуту, которая также представляет США на Олимпийских играх.

## Карьера
Он стал вторым американцем, получившим право участвовать на первых в истории скалолазания Олимпийских играх в Токио, после победы на Панамериканском чемпионате 2020 года в марте.
В 2019 году Даффи преодолел маршрут 5.14c (8c +) ущелье Ред-Ривер, Pure Imagination и Southern Smoke за один день, а также в Омаха-Бич преодолел маршрут 5.14a (8b +). Спустя два года ему покорился God’s Own Stone (маршрут класса 5.14a (8b +)). Он также сумел провести восхождение V13 (8B).
В 2021 году Даффи выиграл свою первую медаль на Кубке мира по скалолазанию заняв третье место в Вилларе. В молодом возрасте он дважды выигрывал молодежные чемпионаты мира по скалолазанию в 2017 и 2018 годах и занял второе место в 2019 году.
В квалификации на Олимпиаде в Токио Даффи занял шестое место в лазании на скорость, преодолев эталонную трассу за 6,23 с. В боулдеринге он стал пятым, достигнув 2 топа и добравшись до двух зон. В лазании на трудность занял второе место, преодолев 42 зацепа и уступив по времени австрийцу Якобу Шуберту. Даффи вышел в финал с третьего места, где в лазании на скорость совершил фальстарт в четвертьфинале, но выиграл два остальных забега и стал пятым в дисциплине. В боулдеринге занял четвёртое место, достигнув одного топа и три зоны. Такой же результат показали Томоа Нарасаки и Микаэль Мавем, но обошли Колина по попыткам. Даффи занял третье место в лазании на трудность, однако ему это не помогло завоевать медаль. С произведением мест 60 он занял седьмое место.